# Constel·lació del Forn
El Forn (Fornax) és una constel·lació austral a la qual va donar nom per primera vegada Nicolas-Louis de Lacaille, amb el nom de Fornax Chemica ('Forn químic', en llatí).

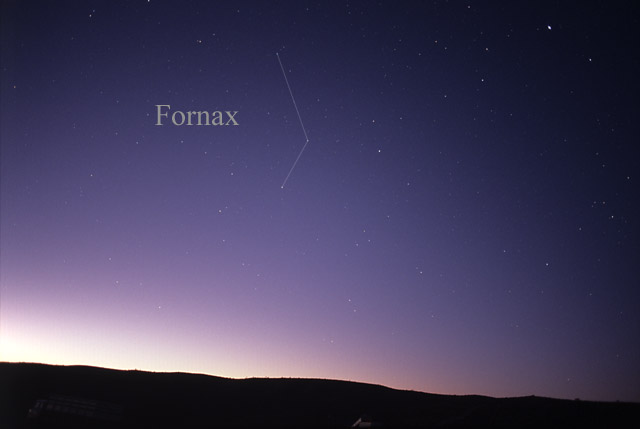
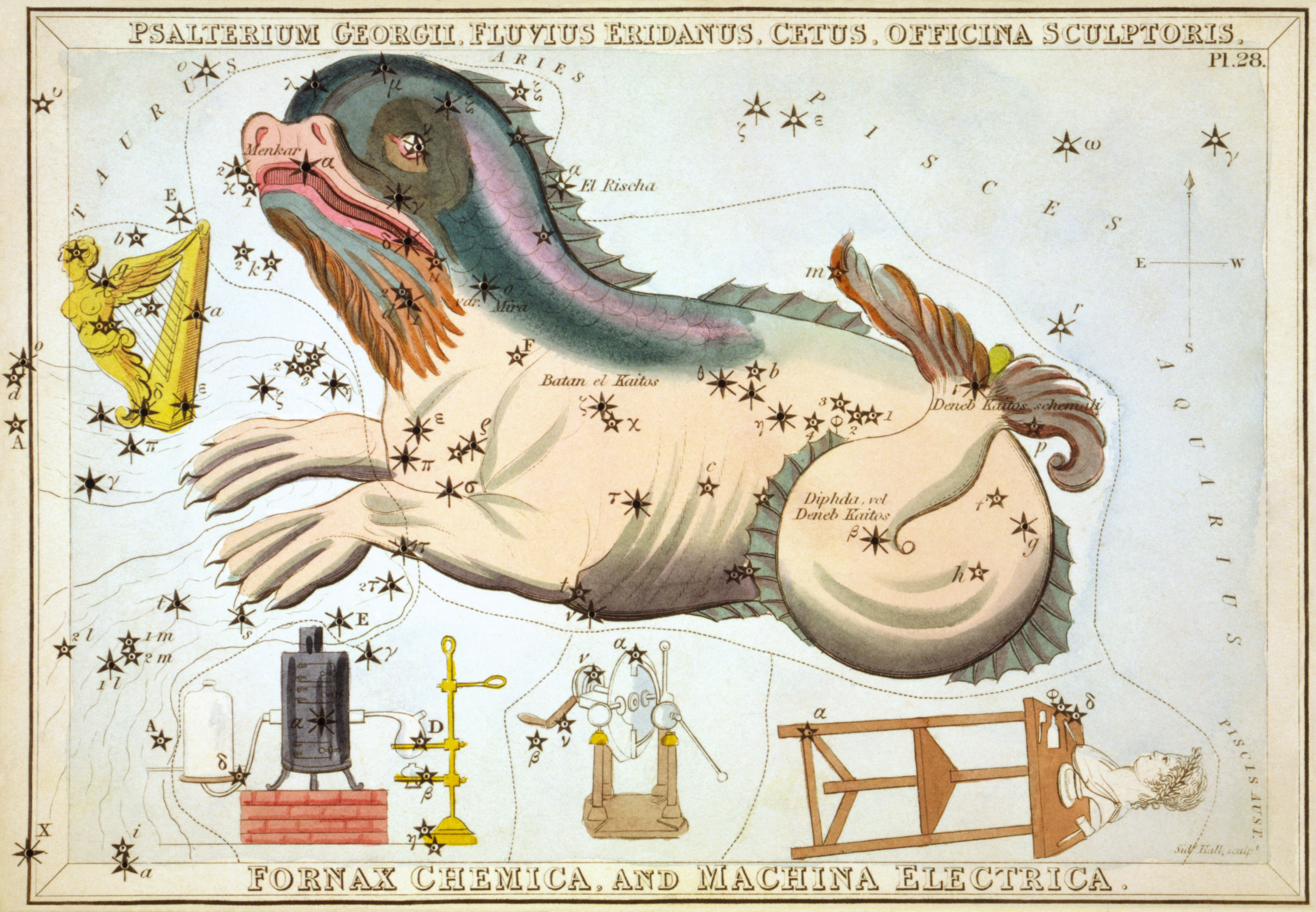

## α Fornacis
La lluminària de la constel·lació Fornax, α Fornacis, pertany a la magnitud aparent 3,80. Es troba, per tant, al final de la quarta magnitud. És un estel doble compost de dos estels de la classe F8 i G7 molt semblants, en massa, al Sol, distants l'un de l'altre 56 ua de mitjana, amb una òrbita molt excèntrica i orbitant en 269 anys.

## Altres estels
Cap dels altres estels de la constel·lació no passa de la quinta magnitud.

### Taula
| Estel      | Magnitud aparent | Magnitud absoluta | Distància (anys llum) | Tipus espectral |
| ---------- | ---------------- | ----------------- | --------------------- | --------------- |
| α Fornacis | 3,80             | 3,05              | 46                    | F8V             |
| β Fornacis | 4,45             | 0,23              | 169                   | G8III           |
| ν Fornacis | 4,68             | -1,42             | 361                   | B9.5p (Si)      |
| ω Fornacis | 4,96             | -1,92             | 454                   | B9V             |

Nota: Els valors numèrics provenen de les dades mesurades pel satèl·lit Hipparcos.

## Mitologia
Fornax, en la mitologia romana, era la dea del pa i de la fleca, encara que no té res a veure amb aquesta constel·lació (fornax és una paraula llatina que vol dir 'forn'), ja que fou creada el 1763.